# Chalcosyrphus smarti
Chalcosyrphus smarti är en tvåvingeart som först beskrevs av Charles Howard Curran 1941.  Chalcosyrphus smarti ingår i släktet mulmblomflugor, och familjen blomflugor. Inga underarter finns listade i Catalogue of Life.